# 洪騰勝
洪騰勝（1938年12月20日—），為台灣企業家，其出生於臺南，曾任兄弟大飯店董事長、名人堂花園大飯店董事長、中華職業棒球聯盟秘書長等職務，為創立中華職棒而大力奔走，因此有台灣「職棒之父」的美譽。

## 生平
1979年，由洪騰勝、洪騰榮、洪瑞麟、洪瑞河、洪等五兄弟合資與父親的積蓄，成立兄弟大飯店。
1980年以後，與時任中華民國棒球協會理事長的嚴孝章開始極力為台灣棒球的職業化催生。1984年9月1日，成立業餘球隊─兄弟飯店棒球隊。1987年12月31日，味全食品、統一企業、長榮海運答應共襄盛舉，成立「中華民國職業棒球推動委員會」。1989年10月23日，中華職棒聯盟在兄弟飯店舉行成立大會，中華民國棒球協會理事長唐盼盼出任會長，洪騰勝為秘書長。1990年3月17日，其一手奔走、推動之中華職棒正式開打。2013年11月由洪騰勝拍板定案將兄弟象隊出售給中信金控辜仲諒出資贊助的華翼育樂。2014年入選台灣棒球名人堂特別貢獻類。2017年10月21日，出席名人堂花園大飯店主辦之首屆「全國大專院校軟式棒球聯賽」賽前記者會。2018年4月14日，全國大專院校軟式棒球聯賽開幕，他親自到場致詞並負責開球。
2019年，洪騰勝於桃園市龍潭區打造的名人堂花園大飯店開幕，標榜台灣唯一以棒球與史努比為主題的渡假飯店。2024年3月，其正式卸下董事長一職，由妻子楊于萱接任，唯至同年5月因名人堂花園大飯店面臨經營問題，洪騰勝再度回任董事長。

## 推動成立職棒
「成立職業棒球」是洪騰勝終極的目標。所以初期的兄弟飯店棒球隊雖然名義上是業餘球隊，但一切的待遇及福利卻是準職業性的，所以當時兄弟隊的李居明、吳思賢等幾位球員所得都是國內最高的。
此外，按比賽表現核發獎金更是國內棒球比賽的創舉，洪騰勝想藉由自己的球隊去實驗証明職業棒球在台灣的可行性，而結果兄弟飯店棒球隊是成功的。在高獎金、薪資的激勵下，在嚴格人事管理下，兄弟棒球隊不僅經常打出連勝、奪冠的佳績，更是在短期內累積最多的支持球迷。
兄弟飯店棒球隊的成功顯然是相當激勵了洪騰勝籌組職棒的信心。1987年在洪騰勝的推動下台灣組職棒的腳步開始加快，當年12月31日職棒推動委員會成立，為了職棒業餘一元化領導，所以主委一職由棒協理事長唐盼盼擔任，顏甘霖為副主委，洪騰勝為秘書長，委員包括曾永權、詹德基、張裕屏、林敏政。

## 特殊事蹟
- 為中華職棒實際執行的推手人物，並有「職棒之父」之稱，為創立中華職棒而大力奔走，其主要目的是為了「讓愛打球的孩子有路可走」。

## 外部連結
- 洪騰勝在台灣棒球維基館上的頁面（繁體中文）

| 體育角色         | 體育角色                                                    | 體育角色      |
| ---------------- | ----------------------------------------------------------- | ------------- |
| 中華職業棒球聯盟 |                                                             |               |
| 首任             | 中華職業棒球聯盟秘書長 第一任 1987年12月31日－1991年2月21日 | 繼任： 屠德言 |